# Wikifunctions
Wikifunctions ist eine Bibliothek für Funktionen. Diese können beispielsweise zur Durchführung mathematischer Berechnungen, zur Erzeugung grammatikalischer Formen oder zur Verarbeitung von Datumsangaben verwendet werden.

## Geschichte
Am 22. Mai 2020 genehmigte das Kuratorium der Wikimedia Foundation die Abstrakte Wikipedia als neues Projekt. Dieses Projekt umfasste neben der Abstrakten Wikipedia selbst auch das neue Projekt Wikilambda zur Erstellung und Verwaltung von Codes. Es handelt sich um das erste neue Wikimedia-Projekt seit dem Start von Wikidata im Jahr 2012. 2020 fand ein Namenswettbewerb statt, bei dem Wikifunctions als Name für das neue Projekt ausgewählt wurde. Ebenso wurde im folgenden Jahr ein Wettbewerb zur Auswahl des Logos durchgeführt. Der Start der Website erfolgte am 26. Juli 2023.
Funktionsdefinitionen, Bezeichnungen und Dokumentationen im Hauptnamensraum von Wikifunctions stehen unter der Lizenz Creative Commons CC0. Codefragmente und Implementierungen im Hauptnamensraum stehen unter der Apache-Lizenz 2.0. Text in anderen Namensräumen steht unter der Lizenz Creative Commons Namensnennung/Weitergabe unter gleichen Bedingungen.
Wikifunctions unterstützt die Programmiersprachen Python und JavaScript sowie die Nutzung von Kompositionen. Zukünftig sollen die auf Wikifunctions bereitgestellten Funktionen auch in anderen Wikimedia-Projekten nutzbar sein. Ebenso soll es für Funktionen möglich sein, auf Daten aus Wikidata zuzugreifen. Die Nutzung von Lexemen aus Wikidata, die lexikographische Daten enthalten, ist bereits möglich.